# Liberty Bowl 2017
Match précédent Match suivant
Le Liberty Bowl 2017 est un match de football américain de niveau universitaire joué après la saison régulière de 2017, le 30 décembre 2017 au Liberty Bowl Memorial Stadium de Memphis dans l'état du Tennessee aux États-Unis.
Il s'agit de la 59e édition du Liberty Bowl.
Le match met en présence les équipes des Cyclones d'Iowa State issus de la Big 12 Conference et des Tigers de Memphis issus de la American Athletic Conference.
Il débute à 12 h 30 locales et est retransmis en télévision sur ABC.
Sponsorisé par la société AutoZone (en), le match est officiellement dénommé le  AutoZone Liberty Bowl 2017.
Iowa State gagne le match sur le score de 21 à 20.

## Présentation du match
| Équipes                                                                                        | Conférences | Entraîneurs        | Stats. saison rég. | Classements avant le bowl CFP-AP-Coaches |
| ---------------------------------------------------------------------------------------------- | ----------- | ------------------ | ------------------ | ---------------------------------------- |
| Cyclones d'Iowa State                                                                          | Big 12      | Matt Campbell (en) | 7 - 5              | NC                                       |
| Tigers de Memphis                                                                              | AAC         | Mike Norvell (en)  | 10 - 2             | #20 - #18 - #19                          |
| Arbitre : Duane Heydt (ACC) Équipe donnée favorite par les bookmakers : Memphis par 1,5 points |             |                    |                    |                                          |

Il s'agit de la toute 1re rencontre entre ces deux équipes.

### Cyclones d'Iowa State
Avec un bilan global en saison régulière de 7 victoires et 5 défaites, Iowa State est éligible et accepte l'invitation pour participer au Liberty Bowl de 2017.
Ils terminent 4e de la ? Division de la Big 12 Conference derrière no 2 Oklahoma , no 13 TCU et no 17 Oklahoma State, avec un bilan en match de conférence de 5 victoires et 4 défaites.
À l'issue de la saison 2017, ils n'apparaissent pas dans les classements CFP, AP et Coaches.
Il s'agit de leur 1er apparition au Liberty Bowl.
Il s'agit de leur 3e participation au Liberty Bowl :
- Défaite 30 à 31 le 18 décembre 1972 contre les Yellow Jackets de Georgia Tech;
- Défaite 17 à 31 le 31 décembre 2012 contre les Golden Hurricane de Tulsa.

### Tigers de Memphis
Avec un bilan global en saison régulière de 10 victoires et 2 défaites, Memphis est éligible et accepte l'invitation pour participer au Liberty Bowl de 2017.
Ils terminent 1er de la West Division de la American Athletic Conference derrière avec un bilan en match de conférence de 7 victoires et 1 défaite.
À l'issue de la saison 2017 (bowl non compris), ils seront classés #20 au classement CFP, #19 au classement AP et #18 au classement Coaches.
Il s'agit de leur toute 1re apparition au Liberty Bowl.

## Résumé du match
Début du match à  11 h 38, fin à  14 h 48  pour une durée totale de jeu de 3 h 10 min .
Températures de 4 °C, vent de Nord-Est de 16 km/h , ciel nuageux.
| QT          | Temps       | Drive       | Drive       | Drive       | Équipe      | Description de l'action | Score | Score |
| ----------- | ----------- | ----------- | ----------- | ----------- | ----------- | --- | ----- | ----- |
| QT          | Temps       | Jeux        | Yards       | TDP         | Équipe      | Description de l'action | ISU   | MEM   |
| 1           | 13:09       | 6           | 65          | 01:51       | ISU         | TD de 52 yards par WR Hakeem Butler à la suite d'une réception d'une passe de QB Kyle Kempt + 1 extra-point par K Garrett Owens        | 7     | 0     |
| 1           | 06:00       | 2           | 40          | 00:16       | MEM         | TD de 10 yards par WR Anthony Miller à la suite d'une réception d'une passe de QB Riley Ferguson + 1 extra-point par K Riley Patterson | 7     | 7     |
| 2           | 04:28       | 12          | 55          | 06:05       | ISU         | TD à la suite d'une course de 2 yards par LB/QB Joel Lanning + 1 extra-point par K Garrett Owens                                       | 14    | 7     |
| 2           | 00:00       | 8           | 49          | 01:18       | MEM         | FG de 34 yards par K Riley Patterson                                                                                                   | 14    | 10    |
| 3           | 13:22       | 4           | 66          | 01:38       | MEM         | TD de 36 yards par WR Phil Mayhue à la suite d'une réception d'une passe de QB Riley Ferguson + 1 extra-point par K Riley Patterson    | 14    | 17    |
| 3           | 04:28       | 11          | 85          | 05:46       | ISU         | TD de 5 yards par WR Allen Lazard à la suite d'une réception d'une passe de QB Kyle Kempt + 1 extra-point par K Garrett Owens          | 21    | 17    |
| 3           | 02:16       | 6           | 49          | 02:12       | MEM         | FG de 30 yards par K Riley Patterson                                                                                                   | 21    | 20    |
| Score final | Score final | Score final | Score final | Score final | Score final | Score final | 21    | 20    |

## Statistiques
| Meilleur joueur (MVP) |            |       |
| Nom                   | Équipe     | Poste |
| Allen Lazard          | Iowa State | WR    |

| Statistiques par équipe                |                                                      |                                                    |
| Statistiques                           | ISU                                                  | MEM                                                |
| 1er down                               | 22                                                   | 17                                                 |
| 1er down à la course                   | 5                                                    | 2                                                  |
| 1er down à la passe                    | 15                                                   | 14                                                 |
| 1er down suite pénalité                | 2                                                    | 1                                                  |
| Conversion de 3e down                  | 7/17                                                 | 3/12                                               |
| Conversion de 4e down                  | 2/3                                                  | 1/3                                                |
| Jeux–yards                             | 80 jeux pour 346 yards                               | 59 jeux pour 339 yards                             |
| Yards à la course                      | 42 courses pour 32 yards moyenne de 0,8 yards/course | 26 courses pour 53 yards moyenne de 2 yards/course |
| Yards à la passe                       | 314                                                  | 286                                                |
| Passes : Réussies-Tentées-Interceptées | 24/38 passes complétées, 0 interception              | 21/33 passes complétées, 0 interception            |
| Réussite en zone rouge/chances         | 2/3                                                  | 3/3                                                |
| TD                                     | 3                                                    | 2                                                  |
| Field Goals                            | 0/1                                                  | 2/3                                                |
| Sacks (Nombre-Yards)                   | 6 pour 24 yards adverses perdus                      | 3 pour 29 yards adverses perdus                    |
| Fumbles (Nombre/Perdus)                | 2/1                                                  | 1/0                                                |
| Pénalités (Nombre/Yards perdus)        | 3 pour 20 yards perdus                               | 5 pour 34 yards perdus                             |
| Temps de possession                    | 37:49                                                | 22:11                                              |

| Statistiques individuelles |                    |                                                                                              |
| Quaterbacks                |                    |                                                                                              |
| ISU                        | Kyle Kempt         | 24/38 passes complétées, 314 yards, 0 interception, 2 TDs, 3 sacks subis                     |
| MEM                        | Riley Ferguson     | 21/33 passes complétées, 286 yards, 0 interception, 2 TDs, 6 sacks subis                     |
| Meilleurs coureurs         |                    |                                                                                              |
| ISU                        | David Montgomery   | 24 courses pour 52 yards nets gagnés, 0 TD, moyenne de 2,2 yards/course                      |
| MEM                        | Patrick Taylor Jr. | 17 courses pour 68 yards nets gagnés, 0 TD, moyenne de 4 yards/course                        |
| Meilleurs receveurs        |                    |                                                                                              |
| ISU                        | Allen Lazard       | 10 réceptions pour 142 yards gagnés, 1 TD                                                    |
| MEM                        | Phil Mayhue        | 5 réceptions pour 85 yards gagnés, 1 TD                                                      |
| Meilleurs tacleurs         |                    |                                                                                              |
| ISU                        | Spears, Marcel     | 11 tacles dont 8 en solo, 1 sack (3 yards adverses perdus), 2,5 TFL (6 yards adverses perdus |
| MEM                        | Akins, Curtis      | 9 tacles dont 4 en solo, 0,5 TFL (10 yards adverses perdus)                                  |